# Astragalus insularis-ashkii
Astragalus insularis-ashkii es una especie de planta del género Astragalus, de la familia de las leguminosas, orden Fabales.

## Distribución
Astragalus insularis-ashkii se distribuye por Irán.

## Taxonomía
Fue descrita científicamente por Maassoumi & Podlech. Fue publicada en Iran. J. Bot. 21(2): 123 (2015).